# McIntyre Bluffs
Die McIntyre Bluffs sind rund 1000 m hohe Felsenkliffs im ostantarktischen Mac-Robertson-Land. Im Mawson Escarpment ragen sie mit westlicher Ausrichtung zwischen dem Greenall- und dem Turk-Gletscher auf.
Luftaufnahmen, die 1956, 1960 und 1973 im Rahmen der Australian National Antarctic Research Expeditions (ANARE) entstanden, dienten ihrer Kartierung. Das Antarctic Names Committee of Australia benannte ihn nach dem australischen Politiker Laurence McIntyre (1912–1981), stellvertretender Leiter des australischen Department of External Affairs unter James Plimsoll von 1965 bis 1970.